# Notorious (telessérie)
Notorious  é uma série de televisão americana de drama criminal que estreou em 22 de Setembro de 2016 na ABC, e foi cancelada após 10 episódios exibidos. A série, estrelada por Piper Perabo e Daniel Sunjata, foi anunciada em 12 de Maio de 2016. A série estreou nas quinta-feira, 22 de Setembro de 2016. O número de episódios foi reduzido pela ABC em 25 de Outubro de 2016 de treze para dez. Com os episódios que não foram ao ar permanecendo na programação da rede.

## Enredo
Um advogado carismático e uma poderosa produtora de televisão ajudam um ao outro a manipular a mídia e o poder judiciário enquanto tentam também controlar um ao outro. Inspirado na história real da parceria entre o advogado de defesa Mark Geragos e a produtora de um canal de notícias a cabo Wendy Walker.

## Elenco
- Piper Perabo como Julia George
- Daniel Sunjata como Jake Gregorian
- Sepideh Moafi como Megan Byrd
- Kate Jennings Grant como Louise Herrick
- Ryan Guzman como Ryan Mills
- Kevin Zegers como Oscar Keaton
- J. August Richards como Bradley Gregorian
- Aimee Teegarden como Ella Benjamin

## Episódios
| No. na série | Título                        | Diretor(s)            | Escritor(s)                  | Exibição               | Audiência (milhões) |
| --- | ----------------------------- | --------------------- | ---------------------------- | ---------------------- | ------------------- |
| 1 | "Pilot"                       | Michael Engler        | Josh Berman & Allie Hagan    | 22 de Setembro de 2016 | 5.39                |
| O show leva-nos através da vida de Julia George, um magnata da mídia e produtora do número um show de notícias por cabo Louise Herrick Live (também conhecido como LHL). Quando Oscar Keaton, o cliente do advogado Jake Gregorian, é preso em um atropelamento, corre em círculos até que as provas voltem para a esposa de Oscar, Sara, que anteriormente tinha um caso com Jake. Quando Sara acaba assassinada, eles não sabem para onde se virar. Em outro lugar, Julia descobre que seu namorado que foi promovido ao banco federal contrata escoltas. |                               |                       |                              |                        |                     |
| 2 | "The Perp Walk"               | Michael Engler        | Josh Berman                  | 29 de Setembro de 2016 | 4.51                |
| Jake assume um novo cliente, uma mulher perturbada que diz que seu filho de 1 ano foi sequestrado. Ele a convence a ir em LHL e deixar o mundo saber, o que acelerará a caça para a criança desaparecida. Ela relutantemente faz isso, mas um homem que recentemente namorou chama o programa e diz que a mulher não tem filhos. Julia se envolve, e também descobre que o ex-marido da mulher está na prisão e está em liberdade condicional. O caso do assassinato de Sara Keaton continua, com Jake finalmente admitindo a Julia e Bradley que ele dormiu com Sara na noite anterior à sua morte. Julia descobre que seu interno Ryan foi quem enviou a foto do cadáver de Sara, como ele tinha seguido Oscar casa naquela noite. Oscar voltou a beber depois de anos de estar sóbrio, e sai em um bender. Embora Jake ainda acredite que Oscar é inocente, ele constrói uma história para obter a polícia para prendê-lo, principalmente para salvar Oscar de si mesmo.                                           |                               |                       |                              |                        |                     |
| 3 | "Friends and Other Strangers" | Mike Listo            | Jennifer Cecil               | 6 de Outubro de 2016   | 4.20                |
| Estrela de rock famosa/humanitária Trinity é atacada e cai em coma. Um vídeo logo apresenta uma mulher drogada sendo estuprada por Trinity, mas Julia é convidada pelo seu chefe para não executar a fita porque a empresa-mãe LHL também possui a gravadora da Trinity. Julia também atravessa Louise forçando-a a recapitular um incidente no ar que Louise tinha dito anteriormente era estritamente fora dos limites. O caso de assassinato de Sara Keaton se aquece quando descobre-se que o parceiro de negócios de Oscar Levi "o catou" fingindo ser uma atriz que estava mandando mensagens sexuais a Oscar. A equipe da LHL logo percebe que Levi tem mais a ganhar se Oscar for preso. |                               |                       |                              |                        |                     |
| 4 | "Tell Me a Secret"            | Michael Engler        | Terrence Coli                | 13 de Outubro de 2016  | 3.90                |
| Um solitário chamado Dax Edwards (Zak Henri) é acusado nas mídias sociais de assassinar um jogador de futebol calouro universitário que foi colega de escola de Dax. A irmã de Dax, Chloe (Monica Barbaro), pede ajuda a Jake, indicando que ela e Dax são filhos do ex-colega de Jake. Julia concorda em colocar Chloe no programa, mas ela cruza Jake também marcando o treinador de futebol da faculdade para aparecer. Uma investigação mais detalhada revela que o jogador de futebol pode ter sido vítima de trote, mas a autópsia revela que a vítima provavelmente ainda estava viva depois que o ritual foi feito. Enquanto isso, Levi tenta veementemente negar seu envolvimento na morte de Sara Keaton, finalmente pedindo Julia para uma reunião privada em sua casa. Na reunião, Levi diz que Sara era tóxica para Oscar, e a conversa leva Julia para perguntar se Levi tinha sentimentos românticos para seu parceiro de negócios. Levi então coloca uma arma carregada em sua boca e puxa o gatilho. |                               |                       |                              |                        |                     |
| 5 | "Missing"                     | Larry Shaw            | Ben Koppel & Kevin Rodriguez | 20 de Outubro de 2016  | 3.89                |
| Jake, um filho adotivo de uma vez, aborda um caso que bate perto de casa. Uma jovem chamada Jenna (Sofia Vassilieva) está quase nove meses grávida de uma criança de aluguel para os pais que ela nunca conheceu. Os pais pararam com contatos e pagamentos, e Jenna teme que a criança terá que entrar no sistema de adoção. Jenna só conheceu a corretora (Brenda Strong), que se recusa a revelar os nomes dos pais, citando privilégio advogado-cliente. No caso de Sara Keaton, Julia ainda está em choque por testemunhar o suicídio de Levi, mas diz ao promotor que ela não acha que Levi matou Sara. Julia coloca o DA em LHL, e irritá-lo quando ela joga um velho vídeo de Levi dizendo Sara é ruim para Oscar e ele precisa tirá-la de sua vida. Enquanto isso, uma foto de Jake dormindo com Sara encontra seu caminho para Oscar na prisão, fazendo com que Oscar fale furiosamente com Jake como seu advogado.                                                                                         |                               |                       |                              |                        |                     |
| 6 | "Kept and Broken"             | Anton Cropper         | Tom Mularz                   | 27 de Outubro de 2016  | 3.75                |
| O caso de Jake com Sarah é revelado na TV ao vivo, mas ele também aprende um segredo perturbador sobre ela quando ele é surpreendido por novas alegações. Enquanto isso, o desaparecimento de uma menina de um fundo rico obtém cobertura de parede a parede pela mídia, então Julia volta sua atenção para uma vítima que o público mal conhece. |                               |                       |                              |                        |                     |
| 7 | "Chase"                       | Chad Lowe             | Sharon Lee Watson            | 3 de Novembro de 2016  | 3.60                |
| As consequências da prisão de Jake pelo assassinato de Sarah em "LHL" o forçam a se esconder dos paparazzi na casa de Julia, enquanto Bradley e Ella tentam encontrar provas de sua inocência, mas uma revelação chocante leva Jake a caçar o verdadeiro assassino. |                               |                       |                              |                        |                     |
| 8 | "The Burn Book"               | Kevin Rodney Sullivan | Zachary Reiter               | 10 de Novembro de 2016 | 3.77                |
| Um anfitrião desagradado da notícia da TV precisa da ajuda de Julia e de Jake quando sua filha é um suspeita do assassinato na morte de um cineasta wannabe. Enquanto isso, o cantor Ray J se envolve no caso quando ele alega que a arma do crime é dele. |                               |                       |                              |                        |                     |
| 9 | "Choice"                      | J. Miller Tobin       | Tyler Bensinger              | 17 de Novembro de 2016 | 4.12                |
| O processo de homicídio contra Maya Hartman tem Jake trabalhando em todos os tipos de ângulos, incluindo a vontade de sua mãe para pleitear seu caso em "LHL", embora Louise uma vez transmitiu um vídeo ilícito de Dana com o namorado da filha. Enquanto isso, Louise e Julia planejam uma viagem ao México para entrevistar um chefe da droga implacável, para consternação de Max. |                               |                       |                              |                        |                     |
| 10 | "Taken"                       | James Whitmore        | Allin Hagan                  | 8 de Dezembro de 2016  | 2.58                |